# محمد رحمانیان
محمّد رحمانیان (۲۹ آذر ۱۳۴۱ تهران) نمایشنامه‌نویس، کارگردان نمایش و مدرس تئاتر ایرانی است. رحمانیان، نمایش‌های مختلفی را به روی صحنه برده‌است. از آثار او می‌توان به نمایش‌های مصاحبه، پل، فنز و آرش ساد اشاره کرد.

## سرگذشت
محمّد رحمانیان در سالِ ۱۳۴۱ در تهران زاده شد. همسرش، مهتاب نصیرپور، بازیگر زن ایرانی است. وی دارای مدرک کارشناسی نمایش از دانشکده هنرهای زیبا دانشگاه تهران در سال ۱۳۷۰ و همچنین مدرک کارشناسی ارشد از دانشکده سینما و تئاتر دانشگاه هنر در سال ۱۳۷۷ است. وی در سال ۱۳۸۹ پس از اینکه اجرای چند تئاتر وی به مشکل برخورد به کانادا مهاجرت کرد و در آنجا چند نمایش به روی صحنه برد و نهایتاً در سال ۱۳۹۲ به ایران بازگشت.

## احضار و بازداشت
محمد رحمانیان در ۱۶ دی ۱۳۹۷ با احضار به دادسرای ۲۱ ارشاد بازداشت و همان روز با تودیع قرار کفالت آزاد شد. این احضار و بازداشت پیرامون حواشی نمایش «پیکان جوانان» و تک‌خوانی هانا کامکار در بخش‌هایی از این تئاتر بوده‌است. این نمایش آذر تا دی ۹۶ روی صحنه تئاتر شهرزاد رفته بود.

### اتهامات
احضار او در ۱۶ دی ۱۳۹۷ به دلیل شکایت مطرح شده در پرونده مفتوح «کنسرت-نمایش ترانه‌های قدیمی: پیکان جوانان» و به دلیل تک‌خوانی زن (هانا کامکار) در این نمایش بوده‌است. در این احضار او به «تبلیغ علیه نظام» متهم شد. رحمانیان در گفتگو با روزنامه قانون در این رابطه گفته‌است «اصلاً نمی‌دانم چطور از تک‌خوانی زنان یا از اشارات انتهایی نمایش به ماجراهای سال ۸۸ بدون هیچ سوگیری و جهت‌گیری توانسته‌اند به موضوع تبلیغ علیه نظام برسند».

## آثار

### نمایشنامه‌نویسی
غالب نمایشنامه‌های محمد رحمانیان نخستین بار توسط خود او، اجرا شده‌است.
- خرده‌روایت‌های زن‌وشوهری، دُبی، سالن تئاتر الیزابت کویین ۲ (آبان ۱۴۰۲) تورنتو و ونکوور (اسفند ۱۴۰۲)
- اتاق محترم، پردیس تئاتر شهرزاد (شهریور ۱۴۰۱)
- اُلدسانگز: عشق روزهای کرونا (کنسرت-نمایش)، پردیس تئاتر شهرزاد (اردیبهشت ۱۴۰۱)[۶]
- عشق روزهای کرونا، کافه رودکی تالار وحدت (شهریور و مهر ۱۳۹۹)[۷]
- روزهای رادیو، پردیس تئاتر شهرزاد (اسفند ۱۳۹۸)
- لیلا و چند مسافر (کنسرت-تئاتر)، سالن سمندریان تماشاخانه ایرانشهر (تیر ۱۳۹۷)
- ترانه‌های قدیمی: پیکان جوانان، پردیس تئاتر شهرزاد (آذر ۱۳۹۶)
- ونکووری‌ها (Vancouverites)، ونکوور، کانادا (خرداد ۱۳۹۶)
- نام تمام مادران، تماشاخانه پایتخت (اسفند ۱۳۹۵)
- سلفی، تماشاخانه آفتاب (دی ۱۳۹۵)
- آدامس خوانی (موسیقی-نمایش) تالار سمندریان تماشاخانه ایرانشهر (مرداد ۱۳۹۵)
- هامون بازها، تالار وحدت (مرداد ۱۳۹۴)
- سینماهای من، سالن پردیس سینمایی چارسو (خرداد ۱۳۹۴)[۸]
- ترانه‌های محلی (موسیقی-نمایش)، سالن اصلی تئاتر شهر (مرداد ۱۳۹۳)
- دعوت به مراسم اسیدپاشی و سه تک گویی دیگر (نمایشنامه خوانی)، باغ موزه قصر (اسفند ۱۳۹۲)
- در روزهای آخر اسفند (کنسرت-تئاتر) تالار وحدت (اسفند ۱۳۹۲)
- ترانه‌های قدیمی (موسیقی-نمایش)، تالار شمس (سازمان فرهنگی هنری AIT) (شهریور ۱۳۹۲)
- شب سال نو، (نمایشنامه خوانی)، فرهنگسرای اندیشه (شهریور ۱۳۹۲)
- روز حسین (ع)، تماشاخانه ایرانشهر (آذر ۱۳۸۸ -اجرا نشد)[۹][۱۰]
- مانیفست چو، سالن چهارسو تئاتر شهر (آذر ۱۳۸۷)[۱۱][۱۲]
- عشقه، کارگردانی مشترک با حبیب رضایی، تئاتر شهر (مرداد ۱۳۸۶)
- رستاخیز عشق به کارگردانی حسین مسافرآستانه، پاریس (۱۳۸۵)
- فنز (هواداران)، تالار چهارسو تئاترشهر (تیر ۱۳۸۴)[۱۳] و همچنین اجرا در تالار وحدت در جشنواره تئاتر فجر و اجرا در سوئد، دبی و کانادا (۱۳۸۴–۱۳۸۵)
- اسب‌ها سال ۵۹ هجری شمسی، تالار اصلی تئاتر شهر (۱۳۸۳)
- پل، کارگردانی مشترک با حبیب رضایی، تالار چهارسو تئاترشهر (۱۳۸۲)
- شهادتخوانی قدمشاد مطرب در طهران، بیستمین جشنواره بین‌المللی تئاتر فجر (۱۳۸۰)
- لباسی برای میهمانی، بر اساس نمایشنامه دعوت نوشته غلامحسین ساعدی تالار مولوی (۱۳۷۹)
- خروس، نوزدهمین جشنواره بین‌المللی تئاتر فجر (۱۳۷۹)
- مجلسنامه، هفدهمین جشنواره بین‌المللی تئاتر فجر، تالار سایه تئاترشهر (۱۳۷۷)
- مصاحبه تهران، شانزدهمین جشنواره بین‌المللی تئاتر فجر (۱۳۷۶)
- تنبورزن شادی‌ساز، به کارگردانی هادی مرزبان تالار اصلی تئاترشهر (۱۳۷۲)
- نهر فیروزآباد، (پایان‌نامه تحصیلی کارشناسی نمایش)، (۱۳۷۰)
- شب یهودا، به کارگردانی پرویز پورحسینی خانه نمایش اداره تئاتر (۱۳۶۷)
- گزارش محرمانه اکتاویو والدز، به کارگردانی فرهاد مجدآبادی تالار قشقایی تئاترشهر (۱۳۶۶)
- عروسک‌ها و دلقک‌ها، به کارگردانی جمشید اسماعیل‌خانی تالار چهارسو تئاترشهر (۱۳۶۳)
- سرود سرخ برادری، تالار قشقایی تئاترشهر (۱۳۶۱)

#### کارگردانی تئاتر
- خرده‌روایت‌های زن‌وشوهری، دُبی، سالن تئاتر الیزابت کویین ۲ (آبان ۱۴۰۲) تورنتو و ونکوور (اسفند ۱۴۰۲)
- اتاق محترم، پردیس تئاتر شهرزاد (شهریور ۱۴۰۱)
- چخوف‌ساد (جلد اول و دوم)، بوتیک تئاتر ایران (تیر و مرداد ۱۴۰۱)
- عشق روزهای کرونا (کنسرت-نمایش)، پردیس تئاتر شهرزاد (اردیبهشت ۱۴۰۱)[۱۴]
- روزهای رادیو، پردیس تئاتر شهرزاد (اسفند ۱۳۹۸)
- روز می‌گذرد… (نمایشنامه خوانی)، تماشاخانه پالیز (اسفند ۱۳۹۶)[۱۵]
- آینه‌های روبرو، نوشته بهرام بیضائی، تالار وحدت (۱۳۹۶)
- مجلس ضربت زدن، تالار اصلی تئاترشهر (۱۳۹۵)
- آرش ساد، ونکوور، تالار دوم کی میک سنتر، ۱۳۹۲
- آواز قوی آنتون چخوف، تالار سایه تئاترشهر (۱۳۸۳)
- پروانه‌ها، (موسیقی- روایت) نوشته محمد چرمشیر باغ موزه دفاع مقدس (تهران) (خرداد ۱۳۸۹)[۱۶]
- مرغ دریایی من یا چخوف - ساد، نوشته آنتون چخوف با همکاری یک گروه دانشجویی، اجرا شده در جشنواره سینایا، رومانی و مکزیک (۱۳۸۲)
- اسم، نوشتهٔ یون فوسه، بیست و دومین جشنواره بین‌المللی تئاتر فجر، بخش جنبی، (۱۳۸۲)
- اطلسی‌های لگدمال شده، نوشته تنسی ویلیامز، تالار تجربه دانشگاه تهران (۱۳۷۰)
- سلام و خداحافظ، نوشته آثول فوگارد، تالار مولوی (۱۳۷۰)
- دایی وانیا، نوشته آنتون چخوف، تالار مولوی (۱۳۶۸)

### تلویزیونی
- نگارش و کارگردانی مجموعه تلویزیونی در گوش سالمم زمزمه کن، شبکه ۱ (۱۳۸۵)[۱۷]
- نگارش و کارگردانی مجموعه بلندگوهای افسانه‌ای، شبکه ۲ (۱۳۸۷)
- نگارش و کارگردانی مجموعه تلویزیونی نیمکت، شبکه ۱ (۱۳۸۴–۱۳۸۵)
- کارگردانی نمایش تلویزیونی خانه‌های اجاره‌ای، نوشته برنارد شاو شبکه۲ (۱۳۷۵)
- نگارش و کارگردانی مجموعه «قصه‌های شبانه»؛ شبکه۲؛ ۱۳۷۹
- کارگردانی نمایشنامه «نکراسوف «نوشته» ژان پل سارتر»؛ شبکه۴؛ ۱۳۸۲
- نگارش و کارگردانی مجموعه تلویزیونی «آلبوم خانوادگی»؛ شبکه۱؛ ۱۳۶۹
- نگارش و کارگردانی مجموعه تلویزیونی «یک داستان»؛ شبکه۲؛ ۱۳۷۳
- نگارش و کارگردانی مجموعه تلویزیونی «پشت پرده تخت طاووس»؛ شبکه۲؛ ۱۳۷۴
- نگارش و کارگردانی مجموعه تلویزیونی «هوای تازه»؛ شبکه۳؛ ۱۳۷۵
- نگارش و کارگردانی جنگ ادبی «دوستانه»؛ شبکه۲؛ ۱۳۷۶
- نگارش و کارگردانی جنگ ادبی «گپ «با همکاری» حمید امجد»؛ شبکه۲؛ ۱۳۷۷
- کارگردانی نمایش تلویزیونی «کشتی اسپرانزا»؛ شبکه۲؛ ۱۳۷۷
- نگارش و کارگردانی سری دوم جنگ ادبی «دوستانه»؛ شبکه۲؛۱۳۷۸
- کارگردانی نمایش تلویزیونی «همه پسران من «نوشته» آرتور میلر»؛ شبکه۲؛ ۱۳۷۷
- کارگردانی نمایش تلویزیونی «ناهار «براساس داستان» ناهار «نوشته» سامرست موام»؛ شبکه۲؛ ۱۳۷۸
- نگارش مجموعه تلویزیونی «زیدبن علی»؛ سیما فیلم؛ ۱۳۸۱
- نگارش و کارگردانی مجموعه جنگ ادبی «حیاط خلوت»؛ شبکه ۲؛ ۱۳۸۱
- کارگردانی نمایش تلویزیونی «بازرس «نوشته» نیکلا گوگول»؛ شبکه ۴؛ ۱۳۸۱

### سینمایی
- نگارش فیلمنامه کتاب قانون به کارگردانی مازیار میری، ۱۳۸۷
- نگارش فیلمنامه شیرین به کارگردانی عباس کیارستمی، ۱۳۸۷
- نویسندگی و کارگردانی فیلم سینما نیمکت، ۱۳۹۳
- نویسندگی و کارگردانی فیلم کنسل در کانادا، ۱۳۹۴

### کتاب‌ها
- روزهای رادیو، انتشارات چلچله (۱۴۰۲)
- دو نمایشنامه تجربی (گزارش محرمانه‌ی اکتاویو والدز (مادرانه) بیست قطعه‌ی کوتاه درباره‌ی سلفی)، انتشارات چلچله (۱۴۰۲)
- هامون‌بازها، انتشارات چلچله (۱۴۰۲)
- الدسانگز: عشق روزهای کرونا، انتشارات چلچله (۱۴۰۱)
- دعوت به مراسم اسیدپاشی و آدامسخوانی، نشر خانه کاغذی (۱۴۰۱)
- سه نمایش‌نامه به‌روایت محمد رحمانیان: پاتوغ پولشری، دریاروندگان، نشان پرتوهای گاما بر روی گل‌های همیشه بهار، نشر آگه (۱۴۰۰)
- سینماهای من، انتشارات چلچله (۱۴۰۰)
- در روزهای آخر اسفند، انتشارات چلچله (۱۴۰۰)
- سیگار کشیدن، سیگار نکشیدن، انتشارات چلچله (۱۴۰۰)
- شب سال نو، انتشارات چلچله (۱۴۰۰)
- لیلا، مرکب‌خوانی، چند مسافر، نشر آگه (۱۳۹۷)
- عشقه [یک بازی زنانه]، نشر روشنگران و مطالعات زنان (۱۳۹۶)
- اسب‌ها: سال پنجاه و نه هجری شمسی، نشر نیلا (۱۳۹۴)
- ترانه‌های قدیمی، نشر نیلا (۱۳۹۳)
- کاتیوشا، نشر نیلا (۱۳۸۹)
- در میانه‌ی راه، نشر نیلا (۱۳۸۸)
- آواز قوی آنتون چخوف،  نشر روشنگران و مطالعات زنان (۱۳۸۷)
- فنز = F. A. N. S [هواداران] نمایش در نه تکه، نشر فرخ نگار (۱۳۸۵)
- شهادتخوانی قدمشاد مطرب در طهران، نشر نیلا (۱۳۸۴)
- نمایشی برای تو، نشر نیلا (۱۳۸۲)
- لباسی برای میهمانی، نشر نیلا (۱۳۸۲)
- خروس، نشر نیلا (۱۳۸۲)
- امیر، انتشارات نیلا (۱۳۸۰)
- مصاحبه، انتشارات نیلا (۱۳۷۸)

### یادداشت
- مصاحبه، کارگردان: رضا دادویی، بازیگران: الهه حسینی، علی امیری، محمدرضا میرحسینی، الهام فقانی زمستان ۱۳۸۸ و بهار ۱۳۸۹ در سالن خانه کوچک نمایش به روی صحنه رفت و اجرای متفاوت آن با استقبال تماشاگران مواجه شد.